# Campeonato Mundial de Campo a Través (masculino)
Los medallistas masculinos (individual y por equipos) del Campeonato Mundial de Campo a Través por año se enumeran a continuación.
Contando los resultados masculinos en la historia de estos campeonatos, Kenia es la nación más exitosa, con 52 títulos mundiales (20 individual y 32 por equipos) y 108 medallas en total, en segundo lugar se encuentra Etiopía con 27 títulos (15 individual y 12 por equipos) y 76 medallas en total. España ha obtenido 7 medallas, 3 de plata y 4 de bronce.

## Palmarés

### Individual
| Núm.    | Año  | Sede                         | Oro                                 | Plata                               | Bronce                              |
| ------- | ---- | ---------------------------- | ----------------------------------- | ----------------------------------- | ----------------------------------- |
| I       | 1973 | Waregem · ( Bélgica)         | Pekka Päivärinta · Finlandia        | Mariano Haro · España               | Rod Dixon Nueva Zelanda             |
| II      | 1974 | Monza · ( Italia)            | Erik de Beck · Bélgica              | Mariano Haro · España               | Karel Lismont · Bélgica             |
| III     | 1975 | Rabat ( Marruecos)           | Ian Stewart Reino Unido             | Mariano Haro · España               | Bill Rodgers Estados Unidos         |
| IV      | 1976 | Chepstow ( Reino Unido)      | Carlos Lopes Portugal               | Tony Simmons Reino Unido            | Bernie Ford Reino Unido             |
| V       | 1977 | Düsseldorf ( RFA)            | Leon Schots · Bélgica               | Carlos Lopes Portugal               | Detlef Uhlemann RFA                 |
| VI      | 1978 | Glasgow ( Reino Unido)       | John Treacy Irlanda                 | Alexandr Antipov URSS               | Karel Lismont · Bélgica             |
| VII     | 1979 | Limerick ( Irlanda)          | John Treacy Irlanda                 | Bronisław Malinowski · Polonia      | Alexandr Antipov URSS               |
| VIII    | 1980 | París ( Francia)             | Craig Virgin Estados Unidos         | Hans-Jürgen Orthman RFA             | Nick Rose Reino Unido               |
| IX      | 1981 | Madrid · ( España)           | Craig Virgin Estados Unidos         | Mohamed Kedir Etiopía               | Fernando Mamede Portugal            |
| X       | 1982 | Roma · ( Italia)             | Mohamed Kedir Etiopía               | Alberto Salazar Estados Unidos      | Rod Dixon Nueva Zelanda             |
| XI      | 1983 | Gateshead ( Reino Unido)     | Bekele Debele Etiopía               | Carlos Lopes Portugal               | Some Muge Kenia                     |
| XII     | 1984 | Nueva York ( Estados Unidos) | Carlos Lopes Portugal               | Tim Hutchings Reino Unido           | Steve Jones Reino Unido             |
| XIII    | 1985 | Lisboa ( Portugal)           | Carlos Lopes Portugal               | Paul Kipkoech Kenia                 | Wodajo Bulti Etiopía                |
| XIV     | 1986 | Neuchâtel · ( Suiza)         | John Ngugi Kenia                    | Abebe Mekonnen Etiopía              | Joseph Kiptum Kenia                 |
| XV      | 1987 | Varsovia · ( Polonia)        | John Ngugi Kenia                    | Paul Kipkoech Kenia                 | Paul Arpin Francia                  |
| XVI     | 1988 | Auckland ( Nueva Zelanda)    | John Ngugi Kenia                    | Paul Kipkoech Kenia                 | William Koskei Kenia                |
| XVII    | 1989 | Stavanger · ( Noruega)       | John Ngugi Kenia                    | Tim Hutchings Reino Unido           | Wilfred Kirochi Kenia               |
| XVIII   | 1990 | Aix-les-Bains ( Francia)     | Jalid Skah Marruecos                | Moses Tanui Kenia                   | Julius Korir Kenia                  |
| XIX     | 1991 | Amberes · ( Bélgica)         | Jalid Skah Marruecos                | Moses Tanui Kenia                   | Simon Karori Kenia                  |
| XX      | 1992 | Boston ( Estados Unidos)     | John Ngugi Kenia                    | William Mutwol Kenia                | Fita Bayesa Etiopía                 |
| XXI     | 1993 | Amorebieta · ( España)       | William Sigei Kenia                 | Dominic Kirui Kenia                 | Ismael Kirui Kenia                  |
| XXII    | 1994 | Budapest · ( Hungría)        | William Sigei Kenia                 | Simon Chemoiywo Kenia               | Haile Gebrselassie Etiopía          |
| XXIII   | 1995 | Durham ( Reino Unido)        | Paul Tergat Kenia                   | Ismael Kirui Kenia                  | Salah Hissou Marruecos              |
| XXIV    | 1996 | Ciudad del Cabo ( Sudáfrica) | Paul Tergat Kenia                   | Salah Hissou Marruecos              | Ismael Kirui Kenia                  |
| XXV     | 1997 | Turín · ( Italia)            | Paul Tergat Kenia                   | Salah Hissou Marruecos              | Thomas Nyariki Kenia                |
| XXVI    | 1998 | Marrakech ( Marruecos)       | Paul Tergat Kenia                   | Paul Koech Kenia                    | Assefa Mezgebu Etiopía              |
| XXVI    | C.C. | Marrakech ( Marruecos)       | John Kibowen Kenia                  | Daniel Komen Kenia                  | Paul Kosgei Kenia                   |
| XXVII   | 1999 | Belfast ( Reino Unido)       | Paul Tergat Kenia                   | Patrick Ivuti Kenia                 | Paulo Guerra Portugal               |
| XXVII   | C.C. | Belfast ( Reino Unido)       | Benjamin Limo Kenia                 | Paul Kosgei Kenia                   | Hailu Mekkonen Etiopía              |
| XXVIII  | 2000 | Vilamoura ( Portugal)        | Mohammed Mourhit · Bélgica          | Assefa Mezgebu Etiopía              | Paul Tergat Kenia                   |
| XXVIII  | C.C. | Vilamoura ( Portugal)        | John Kibowen Kenia                  | Sammy Kipketer Kenia                | Paul Kosgei Kenia                   |
| XXIX    | 2001 | Ostende · ( Bélgica)         | Mohammed Mourhit · Bélgica          | Serhi Lebid · Ucrania               | Charles Kamanthi Kenia              |
| XXIX    | C.C. | Ostende · ( Bélgica)         | Enock Koech Kenia                   | Kenenisa Bekele Etiopía             | Benjamin Limo Kenia                 |
| XXX     | 2002 | Dublín ( Irlanda)            | Kenenisa Bekele Etiopía             | John Yuda Tanzania                  | Wilberforce Talel Kenia             |
| XXX     | C.C. | Dublín ( Irlanda)            | Kenenisa Bekele Etiopía             | Luke Kipkosgei Kenia                | Hailu Mekkonen Etiopía              |
| XXXI    | 2003 | Lausana · ( Suiza)           | Kenenisa Bekele Etiopía             | Patrick Ivuti Kenia                 | Gebre-Egziabher Gebremariam Etiopía |
| XXXI    | C.C. | Lausana · ( Suiza)           | Kenenisa Bekele Etiopía             | John Kibowen Kenia                  | Benjamin Limo Kenia                 |
| XXXII   | 2004 | Bruselas · ( Bélgica)        | Kenenisa Bekele Etiopía             | Gebre-Egziabher Gebremariam Etiopía | Sileshi Sihine Etiopía              |
| XXXII   | C.C. | Bruselas · ( Bélgica)        | Kenenisa Bekele Etiopía             | Gebre-Egziabher Gebremariam Etiopía | Maregu Zewdie Etiopía               |
| XXXIII  | 2005 | Saint-Galmier ( Francia)     | Kenenisa Bekele Etiopía             | Zersenay Tadesse Eritrea            | Abdullah Ahmad Hasan Catar          |
| XXXIII  | C.C. | Saint-Galmier ( Francia)     | Kenenisa Bekele Etiopía             | Abraham Chebii Kenia                | Isaac Kiprono Songok Kenia          |
| XXXIV   | 2006 | Fukuoka ( Japón)             | Kenenisa Bekele Etiopía             | Sileshi Sihine Etiopía              | Martin Irungu Kenia                 |
| XXXIV   | C.C. | Fukuoka ( Japón)             | Kenenisa Bekele Etiopía             | Isaac Kiprono Songok Kenia          | Adil Kauch Marruecos                |
| XXXV    | 2007 | Mombasa ( Kenia)             | Zersenay Tadesse Eritrea            | Moses Mosop Kenia                   | Bernard Kiprop Kipyego Kenia        |
| XXXVI   | 2008 | Edimburgo ( Reino Unido)     | Kenenisa Bekele Etiopía             | Leonard Patrick Komon Kenia         | Zersenay Tadese Eritrea             |
| XXXVII  | 2009 | Amán ( Jordania)             | Gebre-Egziabher Gebremariam Etiopía | Moses Ndiema Kipsiro Uganda         | Zersenay Tadesse Eritrea            |
| XXXVIII | 2010 | Bydgoszcz · ( Polonia)       | Joseph Ebuya Kenia                  | Teklemariam Medhin Eritrea          | Moses Ndiema Kipsiro Uganda         |
| XXXIX   | 2011 | Punta Umbría · ( España)     | Imane Merga Etiopía                 | Paul Kipngetich Tanui Kenia         | Vincent Kiprop Chepkok Kenia        |
| XL      | 2013 | Bydgoszcz · ( Polonia)       | Japhet Kipyegon Korir Kenia         | Imane Merga Etiopía                 | Teklemariam Medhin Eritrea          |
| XLI     | 2015 | Guiyang ( China)             | Geoffrey Kipsang Kamworor Kenia     | Bedan Karoki Muchiri Kenia          | Muktar Edris Etiopía                |
| XLII    | 2017 | Kampala ( Uganda)            | Geoffrey Kipsang Kamworor Kenia     | Leonard Barsoton Kenia              | Abadi Hadis Etiopía                 |
| XLIII   | 2019 | Aarhus ( Dinamarca)          | Joshua Cheptegei Uganda             | Jacob Kiplimo Uganda                | Geoffrey Kipsang Kamworor Kenia     |
| XLIV    | 2023 | Bathurst ( Australia)        | Jacob Kiplimo Uganda                | Berihu Aregawi Etiopía              | Joshua Cheptegei Uganda             |
| XLV     | 2024 | Belgrado ( Serbia)           | Jacob Kiplimo Uganda                | Berihu Aregawi Etiopía              | Benson Kiplangat Kenia              |

- C.C. –  carrera corta

### Por equipo
| Núm.    | Año  | Sede                         | Oro           | Plata          | Bronce         |
| ------- | ---- | ---------------------------- | ------------- | -------------- | -------------- |
| I       | 1973 | Waregem · ( Bélgica)         | Bélgica       | URSS           | Nueva Zelanda  |
| II      | 1974 | Monza · ( Italia)            | Bélgica       | Reino Unido    | Francia        |
| II      | 1975 | Rabat ( Marruecos)           | Nueva Zelanda | Reino Unido    | Bélgica        |
| IV      | 1976 | Chepstow ( Reino Unido)      | Reino Unido   | Bélgica        | Francia        |
| V       | 1977 | Düsseldorf ( RFA)            | Bélgica       | Reino Unido    | URSS           |
| VI      | 1978 | Glasgow ( Reino Unido)       | Francia       | Estados Unidos | Reino Unido    |
| VII     | 1979 | Limerick ( Irlanda)          | Reino Unido   | Irlanda        | URSS           |
| VIII    | 1980 | París ( Francia)             | Reino Unido   | Estados Unidos | Bélgica        |
| IX      | 1981 | Madrid · ( España)           | Etiopía       | Estados Unidos | Kenia          |
| X       | 1982 | Roma · ( Italia)             | Etiopía       | Reino Unido    | URSS           |
| XI      | 1983 | Gateshead ( Reino Unido)     | Etiopía       | Estados Unidos | Kenia          |
| XII     | 1984 | Nueva York ( Estados Unidos) | Etiopía       | Estados Unidos | Portugal       |
| XIII    | 1985 | Lisboa ( Portugal)           | Etiopía       | Kenia          | Estados Unidos |
| XIV     | 1986 | Neuchâtel · ( Suiza)         | Kenia         | Etiopía        | Estados Unidos |
| XV      | 1987 | Varsovia · ( Polonia)        | Kenia         | Reino Unido    | Etiopía        |
| XVI     | 1988 | Auckland ( Nueva Zelanda)    | Kenia         | Etiopía        | Francia        |
| XVII    | 1989 | Stavanger · ( Noruega)       | Kenia         | Reino Unido    | Etiopía        |
| XVIII   | 1990 | Aix-les-Bains ( Francia)     | Kenia         | Etiopía        | España         |
| XIX     | 1991 | Amberes · ( Bélgica)         | Kenia         | Etiopía        | España         |
| XX      | 1992 | Boston ( Estados Unidos)     | Kenia         | Francia        | Reino Unido    |
| XXI     | 1993 | Amorebieta · ( España)       | Kenia         | Etiopía        | Portugal       |
| XXII    | 1994 | Budapest · ( Hungría)        | Kenia         | Marruecos      | Etiopía        |
| XXIII   | 1995 | Durham ( Reino Unido)        | Kenia         | Marruecos      | España         |
| XXIV    | 1996 | Ciudad del Cabo ( Sudáfrica) | Kenia         | Marruecos      | Etiopía        |
| XXV     | 1997 | Turín · ( Italia)            | Kenia         | Marruecos      | Etiopía        |
| XXVI    | 1998 | Marrakech ( Marruecos)       | Kenia         | Etiopía        | Marruecos      |
| XXVI    | C.C. | Marrakech ( Marruecos)       | Kenia         | Marruecos      | Etiopía        |
| XXVII   | 1999 | Belfast ( Reino Unido)       | Kenia         | Etiopía        | Portugal       |
| XXVII   | C.C. | Belfast ( Reino Unido)       | Kenia         | Marruecos      | Etiopía        |
| XXVIII  | 2000 | Vilamoura ( Portugal)        | Kenia         | Etiopía        | Portugal       |
| XXVIII  | C.C. | Vilamoura ( Portugal)        | Kenia         | Etiopía        | Marruecos      |
| XXIX    | 2001 | Ostende · ( Bélgica)         | Kenia         | Francia        | Estados Unidos |
| XXIX    | C.C. | Ostende · ( Bélgica)         | Kenia         | Marruecos      | Etiopía        |
| XXX     | 2002 | Dublín ( Irlanda)            | Kenia         | Etiopía        | Marruecos      |
| XXX     | C.C. | Dublín ( Irlanda)            | Kenia         | Etiopía        | España         |
| XXXI    | 2003 | Lausana · ( Suiza)           | Kenia         | Etiopía        | Marruecos      |
| XXXI    | C.C. | Lausana · ( Suiza)           | Kenia         | Etiopía        | Marruecos      |
| XXXII   | 2004 | Bruselas · ( Bélgica)        | Etiopía       | Kenia          | Eritrea        |
| XXXII   | C.C. | Bruselas · ( Bélgica)        | Etiopía       | Catar          | Kenia          |
| XXXIII  | 2005 | Saint-Galmier ( Francia)     | Etiopía       | Kenia          | Catar          |
| XXXIII  | C.C. | Saint-Galmier ( Francia)     | Etiopía       | Kenia          | Catar          |
| XXXIV   | 2006 | Fukuoka ( Japón)             | Kenia         | Eritrea        | Etiopía        |
| XXXIV   | C.C. | Fukuoka ( Japón)             | Kenia         | Etiopía        | Marruecos      |
| XXXV    | 2007 | Mombasa ( Kenia)             | Kenia         | Marruecos      | Uganda         |
| XXXVI   | 2008 | Edimburgo ( Reino Unido)     | Kenia         | Etiopía        | Catar          |
| XXXVII  | 2009 | Amán ( Jordania)             | Kenia         | Etiopía        | Eritrea        |
| XXXVIII | 2010 | Bydgoszcz · ( Polonia)       | Kenia         | Eritrea        | Etiopía        |
| XXXIX   | 2011 | Punta Umbría · ( España)     | Kenia         | Etiopía        | Uganda         |
| XL      | 2013 | Bydgoszcz · ( Polonia)       | Etiopía       | Estados Unidos | Kenia          |
| XLI     | 2015 | Guiyang ( China)             | Etiopía       | Kenia          | Baréin         |
| XLII    | 2017 | Kampala ( Uganda)            | Etiopía       | Kenia          | Uganda         |
| XLIII   | 2019 | Aarhus ( Dinamarca)          | Uganda        | Kenia          | Etiopía        |
| XLIV    | 2023 | Bathurst ( Australia)        | Kenia         | Etiopía        | Uganda         |
| XLV     | 2024 | Belgrado ( Serbia)           | Kenia         | Uganda         | Etiopía        |

- C.C. –  carrera corta

## Medallero histórico
- Actualizado a Belgrado 2024.

| Núm. | País           | Oro | Plata | Bronce | Total |
| ---- | -------------- | --- | ----- | ------ | ----- |
| 1    | Kenia          | 53  | 31    | 26     | 110   |
| 2    | Etiopía        | 27  | 28    | 23     | 78    |
| 3    | Bélgica        | 7   | 1     | 4      | 12    |
| 4    | Reino Unido    | 4   | 9     | 5      | 18    |
| 5    | Uganda         | 4   | 3     | 6      | 13    |
| 6    | Portugal       | 3   | 2     | 6      | 11    |
| 7    | Marruecos      | 2   | 10    | 8      | 20    |
| 8    | Estados Unidos | 2   | 7     | 4      | 13    |
| 9    | Irlanda        | 2   | 1     | 0      | 3     |
| 10   | Eritrea        | 1   | 4     | 5      | 10    |
| 11   | Francia        | 1   | 2     | 4      | 7     |
| 12   | Nueva Zelanda  | 1   | 0     | 3      | 4     |
| 13   | Finlandia      | 1   | 0     | 0      | 1     |
| 14   | España         | 0   | 3     | 4      | 7     |
| 15   | URSS           | 0   | 2     | 4      | 6     |
| 16   | Catar          | 0   | 1     | 4      | 5     |
| 17   | Alemania       | 0   | 1     | 1      | 2     |
| 18   | Polonia        | 0   | 1     | 0      | 1     |
| 18   | Tanzania       | 0   | 1     | 0      | 1     |
| 18   | Ucrania        | 0   | 1     | 0      | 1     |
| 21   | Baréin         | 0   | 0     | 1      | 1     |
|      | TOTAL          | 108 | 108   | 108    | 324   |